# St. Louis Braves
I St. Louis Braves sono stati una squadra di hockey su ghiaccio della con sede nella città di St. Louis, nello Stato del Missouri. Nacquero nel 1963 e dopo una prima stagione in Eastern Professional Hockey League disputarono la Central Hockey League fino al loro scioglimento giunto nel 1967. Nel corso delle stagioni giocarono presso la St. Louis Arena e furono affiliati ai Chicago Blackhawks.

## Storia
In origine i Syracuse Braves si erano iscritti alla Eastern Professional Hockey League, ma dopo sole 30 partite all'inizio del 1963 la squadra si trasferì a St. Louis cambiando il proprio nome in St. Louis Braves. Al termine di quell'anno la EPHL si sciolse mentre fu fondata una nuova lega, la Central Hockey League.
I Braves nel nuovo campionato mantennero il proprio nome e si affiliarono ai Chicago Blackhawks, franchigia della National Hockey League. Presso la St. Louis Arena disputarono in totale quattro stagioni fino al 1967, anno in cui la NHL decise di assegnare una delle sei nuove franchigie a St. Louis. Con l'arrivo dei St. Louis Blues Chicago dovette trasferire la sua squadra CHL a Dallas, dove prese il nome di Dallas Black Hawks.

### Affiliazioni
Nel corso della loro storia i St. Louis Braves sono stati affiliati alle seguenti franchigie della National Hockey League:
- Chicago Blackhawks: (1963-1967)

## Record stagione per stagione
| Syracuse Braves - St. Louis Braves |      |    |    |    |    |    |     |     |    |                                      |
| 1962-63                            | EPHL | 72 | 26 | 37 | 9  | 61 | 275 | 307 | 4° |                                      |
| St. Louis Braves                   |      |    |    |    |    |    |     |     |    |                                      |
| 1963-64                            | CHL  | 72 | 33 | 32 | 7  | 73 | 316 | 275 | 4° | perde semifinali (St. Paul) 2-4      |
| 1964-65                            | CHL  | 70 | 13 | 51 | 6  | 32 | 189 | 329 | 6° |                                      |
| 1965-66                            | CHL  | 70 | 30 | 31 | 9  | 69 | 226 | 217 | 4° | perde semifinali (Oklahoma City) 1-4 |
| 1966-67                            | CHL  | 70 | 24 | 26 | 20 | 6  | 229 | 236 | 5° |                                      |

## Record della franchigia

### Singola stagione
Gol: 77  Alain Caron (1963-64)
Assist: 69  Murray Hall (1962-63)
Punti: 125  Alain Caron (1963-64)
Minuti di penalità: 206  Tracy Pratt (1965-1966)

### Carriera
Gol: 184  Alain Caron
Assist: 122  Art Stratton
Punti: 287  Alain Caron
Minuti di penalità: 358  Gary Kilpatrick
Partite giocate: 210  Pete Ford

## Palmarès

### Premi individuali
- CPHL Most Valuable Player Award: 2

Art Stratton: 1965-1966, 1966-1967
- CPHL Rookie of the Year: 1

Poul Popiel: 1963-1964